# Tekiath Ben Yessouf
Tekiath Ben Yessouf, née le 13 septembre 1991, est une taekwondoïste nigérienne.

## Carrière
Tekiath Ben Yessouf est la première femme de l'histoire du taekwondo nigérien à remporter un combat aux Championnats du monde, en 2017 à Muju.
Évoluant dans la catégorie des moins de 57 kg, elle est médaillée d'argent aux Championnats d'Afrique 2018 à Agadir, médaillée de bronze aux Jeux africains de 2019 à Rabat puis médaillée d'or aux Championnats d'Afrique 2021 à Dakar.
Aux Jeux olympiques d'été de 2020 à Tokyo, Tekiath Ben Yessouf perd le match pour la médaille de bronze face à la Russe Tatiana Minina.